# Фридберг, Карл
Карл Рудольф Герман Фридберг (нем. Carl Rudolf Hermann Friedberg; 18 сентября 1872, Бинген, Германия — 9 сентября 1955, Мерано, Италия) — немецко-американский пианист и музыкальный педагог.
Окончил Консерваторию Хоха (1887) по классу фортепиано Джеймса Кваста, затем на протяжении двух лет занимался под руководством Клары Шуман. В 1892 г. дебютировал с Венским филармоническим оркестром под управлением Густава Малера. В 1893—1904 гг. преподавал в Консерватории Хоха, затем в 1904—1914 гг. в Кёльнской консерватории.
В 1914 г. отправился на гастроли в США, дебютировав в Карнеги-холле. В связи с началом Первой мировой войны задержался в Новом Свете, и после продолжительного гастрольного тура в 1916 г. принял руководство мастер-классом по клавиру в Институте музыкальных искусств (будущей Джульярдской школе). Вернувшись в Европу в 1918 году, обосновался в Мюнхене, выступал как солист и в составе фортепианного трио (с Карлом Флешем и Хуго Беккером). В то же время с 1923 г. и вплоть до выхода на пенсию в 1946 г. Фридберг проводил значительную часть времени в Нью-Йорке как руководитель фортепианного отделения Джульярдской школы; после этого продолжил давать мастер-классы в различных американских городах. В США он много выступал в дуэте с Фрицем Крейслером, некоторое время играл в фортепианном трио с Даниилом Карпиловским и Феликсом Салмондом. В 1954 году после пятнадцатилетнего перерыва вновь посетил Европу; на следующий год вновь отправился в Мюнхен давать мастер-класс, но простудился и умер по дороге.
В 1953 году Фридберг, всю жизнь не любивший записываться, выпустил свою единственную студийную запись; в неё вошли произведения главных авторов его репертуара — цикл Роберта Шумана «Детские сцены» и три пьесы Иоганнеса Брамса. Тридцать лет спустя эта запись была перевыпущена в значительно расширенном составе (среди других произведений, записанных за два года до смерти Фридберга, но тогда не пригодившихся звукозаписывающей компании, — Симфонические этюды Шумана Op. 13, Десятая соната Людвига ван Бетховена, несколько собственных фридберговских импровизаций).
Среди учеников Фридберга в Германии — Карин Дэйес (затем его ассистентка), Эдит Вайс-Манн, Эрвин Шульгоф, Герард Хенгевелд, Ильзе Фромм-Михаэльс, Пауль Отто Мёккель, в США — Яша Зайде, Серджиус Каген, Джозеф Бановец, Ялта Менухин, Малколм Фрейджер, Хадди Джонсон (и её сестра Хелен), Уильям Масселос, Жанна Терьян, многие другие.